# Kawanishi K6K
El Kawanishi K6K fue un hidroavión experimental japonés fabricado por la compañía Kawanishi, diseñado para realizar la función de avión de entrenamiento bajo un requerimiento de la Armada Imperial Japonesa.

## Historia y desarrollo
El 12 de febrero de 1937 la Armada ordenó a las compañías Kawanishi y Watanabe la creación de un hidroavión de entrenamiento, motorizado con un Nakajima Kotobuki. Kawanishi basó su propuesta en el entrenador Yokosuka K5Y, que Kawanishi había rediseñado en 1933 para resolver sus problemas de estabilidad, y el hidroavión de reconocimiento Kawanishi E7K, ambos en producción. El K6K era un biplano con dos flotadores, con la estructura metálica y recubierta de tela. El alumno y el instructor se sentaban en cabinas en tándem abiertas.
El primer prototipo voló el 30 de abril de 1938, y se entregó a la Armada en julio del mismo año. En octubre, otros dos aparatos habían sido entregados, pero todos ellos fueron rechazados para su entrada en servicio debido a su comportamiento durante la maniobra de amerizaje. Los aparatos recibieron profundas modificaciones para resolver este problema hasta enero de 1940, momento en que tanto la propuesta de Kawanishi como la de Watanabe, el K6W, fueron cancelados. Finalmente la Armada decidió seguir empleando el K5Y hasta el final de la Segunda Guerra Mundial.

## Especificaciones
Referencia datos: Japanese Aircraft 1910–1941

### Características generales
- Tripulación: 2
- Longitud: 9,3 m
- Envergadura: 12,2 m
- Altura: 4 m
- Superficie alar: 30 m²
- Peso vacío: 1300 kg
- Peso cargado: 1800 kg
- Planta motriz: 1× motor radial de 9 cilindros Nakajima Kotobuki 2-kai-1.
  - Potencia: 460-580 hp

### Rendimiento
- Velocidad máxima operativa (Vno): 231 km/h
- Alcance: km
- Radio de acción: km
- Alcance en combate: km
- Alcance en ferry: km

### Aeronaves similares
- de Havilland Tiger Moth
- Heinkel He 72

### Secuencias de designación
← K4Y • K5Y • K6K • K7M • K8K →